# Eurobowl XV
Der Eurobowl XV war das Endspiel der 15. Saison der European Football League. Am 7. Juli 2001 empfingen die Chrysler Vikings Vienna im heimischen Stadion die Bergamo Lions. Mit einem 28:11-Sieg verteidigten die Lions ihren Titel aus dem Vorjahr. Das Spiel wurde live im ORF übertragen.

## Der Weg ins Finale
Nach sechs Jahren, in denen jeweils ein deutsches Team im Eurobowl vertreten war, nahmen an der diesjährigen EFL keine deutschen Teams teil. Entsprechend standen sich im Halbfinale mit den Stockholm Mean Machines und den Chrysler Vikings Vienna zwei Teams gegenüber deren Nationalverbände noch keine Eurobowlteilnahme verzeichnen konnten. In einem bis ins letzte Viertel spannenden Spiel setzten sich die Wiener durch. Mit fünf Siegen bei zehn Teilnahmen in 13 Eurobowls sollten die Vikings in der Folgezeit zum dominierenden Team des Wettbewerbs werden. Das aktuell beste Team Europas, die Bergamo Lions, setzten sich im zweiten Halbfinalspiel gegen Flash de La Courneuve aus Frankreich durch.
|                                    |                                    |  | Eurobowl XV          |                           |               |  |                                                      |
|                                    | Wien 7. Juli 2001 17:30 Uhr (MESZ) |  | Dacia Vienna Vikings | \| \| 11 : 28 \| \| \| \| | Bergamo Lions |  | Stadion Hohe Warte Zuschauer: 6000 Referee: D. Allan |
| (3:0, 0:7, 8:7, 0:14) Spielbericht | Wien 7. Juli 2001 17:30 Uhr (MESZ) |  | Dacia Vienna Vikings |                           | Bergamo Lions |  | Stadion Hohe Warte Zuschauer: 6000 Referee: D. Allan |
|                                    | 11 : 28                            |  |                      |                           |               |  |                                                      |
|                                    |                                    |  |                      |                           |               |  |                                                      |